# أهلا بك إلى إن إتش كي
أهلا بك إلى إن. إتش. كي. (باليابانية: N・H・Kにようこそ!، بالروماجي: N.H.K. ni Yōkoso!) (بالإنجليزية: Welcome to the N.H.K.) هي رواية يابانية من تأليف تاتسوهيكو تاكيموتو ورسم يوشيتوشي آبي، نشرت من قبل كادوكاوا شوتين، منذ 28 يناير عام 2002. اقتبست إلى سلسلة مانغا من تأليف تاتسوهيكو تاكيموتو ورسم كينجي أويوا، نشرت من قبل كادوكاوا شوتين في مجلة شونن إيس، منذ 26 ديسمبر عام 2003 حتى 26 مايو عام 2007، تم تجميع فصول المانغا في 8 مجلدات تانكوبون. أنتجت الرواية إلى مسلسل أنمي تلفزيونية من قبل استوديو جونزو، عرض في 9 يوليو عام 2006 واستمر عرضه حتى 17 ديسمبر عام 2006، وتكون من 24 حلقة.

## القصة
تدور أحداث القصة حول حياة العديد من الشباب الذين يعيشون جميعًا في مدينة طوكيو ويعانون من ظاهرة هيكيكوموري (فرد منعزل ينسحب من المجتمع)، ومعظم الشخصيات تعاني من الاكتئاب والوحدة الشديدة.

## الشخصيات
تاتسوهيرو ساتو (باليابانية: 佐藤 達広، بالروماجي: Satō Tatsuhiro)
أداء صوتي: يوتاكا كويزومي
ميساكي ناكاهارا (باليابانية: 中原 岬، بالروماجي: Nakahara Misaki)
أداء صوتي: يوي ماكينو
كاورو يامازاكي (باليابانية: 山崎 薫، بالروماجي: Yamazaki Kaoru)
أداء صوتي: دايسكي ساكاغوتشي
هيتومي كاشيوا (باليابانية: 柏 瞳، بالروماجي: Kashiwa Hitomi))
أداء صوتي: ساناي كوباياشي
ميغومي كوباياشي (باليابانية: 小林 恵، بالروماجي: Kobayashi Megumi)
أداء صوتي: ريسا هاياميزو

## وصلات خارجية
- موقع الأنمي الرسمي باللغة اليابانية
- Tatsuhiko Takemoto's official website on Welcome to the N.H.K. باللغة اليابانية
- Official Pururin website باللغة اليابانية
- أهلا بك إلى أن أتش كاي على موقع فنميشن
- أهلا بك إلى NHK على موقع ANN manga (الإنجليزية)